# Escarradeira

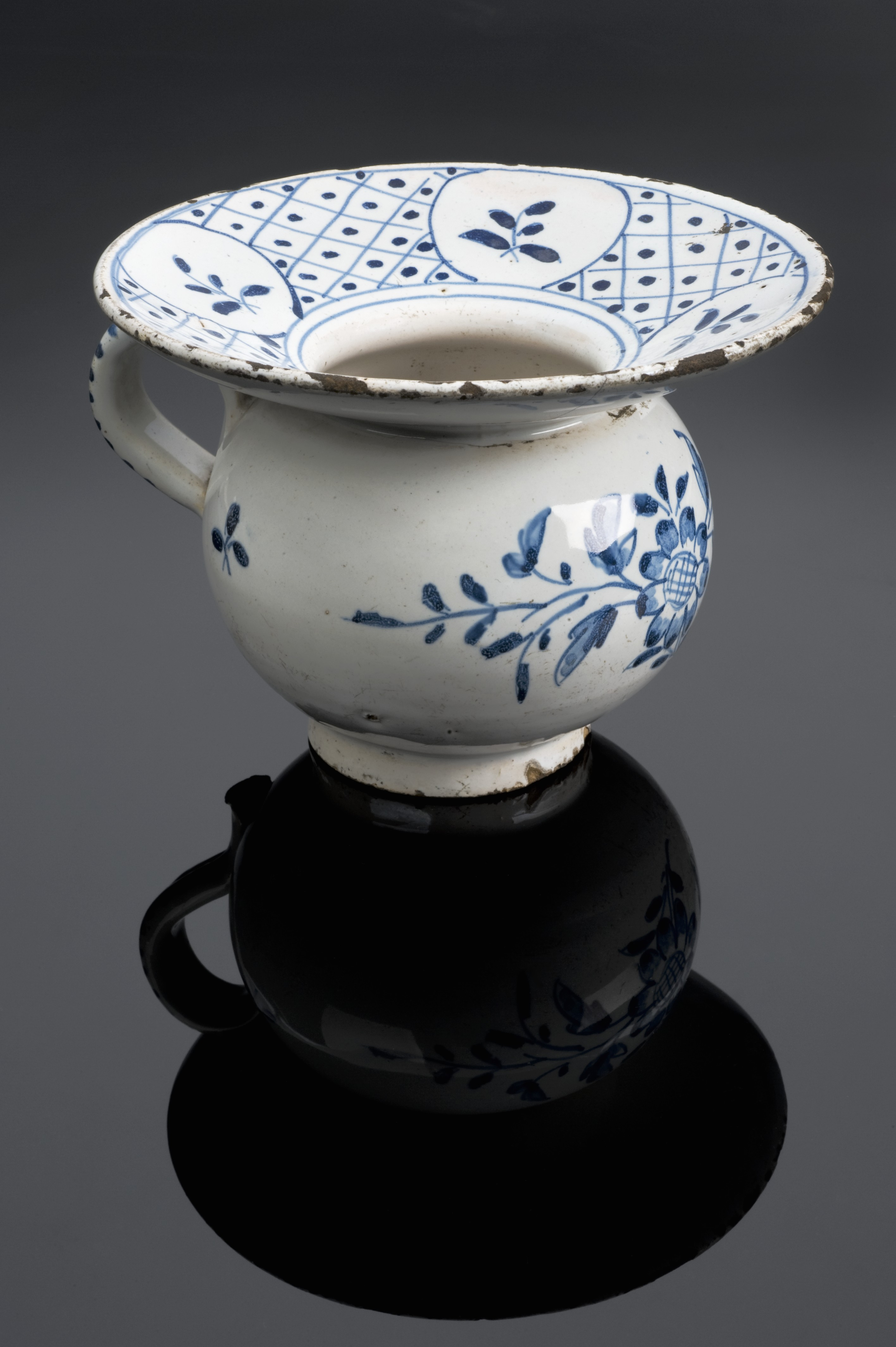
Escarradeira de porcelana inglesa.

A escarradeira, escarrador, cuspidor ou cuspideira é um recipiente próprio para cuspir, comummente usado por consumidores de tabaco de mascar, provadores de vinho e, ainda, por pessoas acometidas pela tuberculose que precisavam de eliminar o catarro, sobretudo a partir do último quartel do século XIX e primeira metade do século XX. 

## História

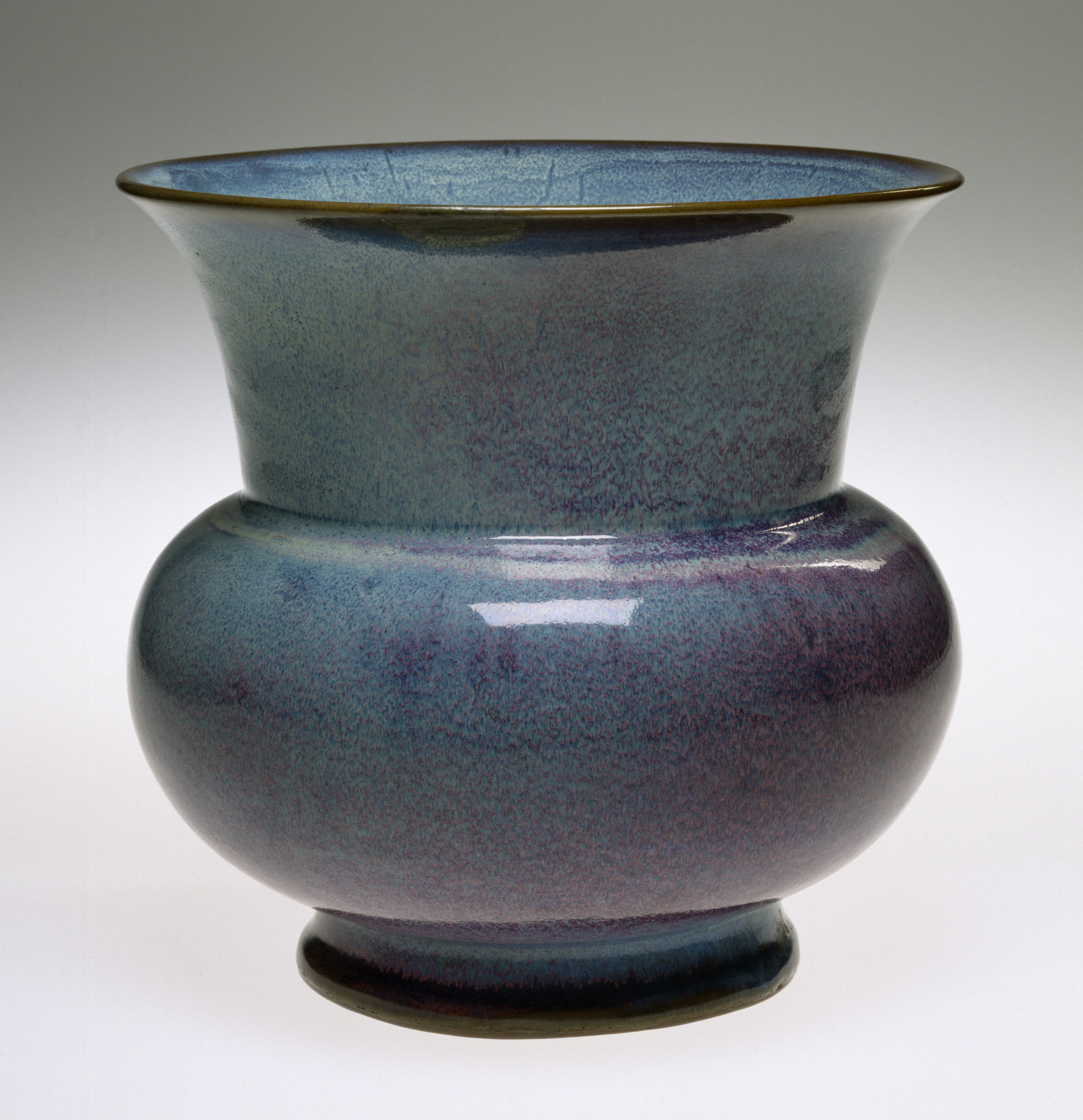
Escarradeira chinesa do século XIV. No Walters Art Museum.

As escarradeiras já eram usadas na China Imperial, conforme comprovaram as escavações arqueológicas, que encontraram um escarrador no túmulo do imperador Xianzong, que reinou durante a dinastia Tang. Durante a Dinastia Qing e posteriormente no Japão feudal, a panóplia de objetos cerimoniais, que eram depostos aos pés do imperador durante as principais cerimónias, incluíam escarradores.
A palavra foi mencionada pela primeira vez em 1546 por um médico ligado à corte do rei Francisco I, de França, que deu aos cavalheiros uma pequena caixa para cuspir.
O seu uso popularizou-se com as epidemias de tuberculose no século XIX, quando cuspir no chão era uma prática comum e, por isso, a escarradeira foi tomada como medida profilática contra a doença.
Com efeito, em Portugal, os escarradores chegaram a figurar como objetos obrigatórios em locais públicos, num esforço por mitigar a propagação do vírus da tuberculose. Dessarte, foi promulgado em 14 de fevereiro de 1902,  um edital que proibia o escarrar ou cuspir fora dos escarradores próprios, sob pena de 500 réis de multa.
Diversas leis foram criadas com o intuito de obrigar o uso do utensílio em lugares públicos como escritórios, salões e restaurantes e proibir o ato de cuspir no chão. Apesar da medida, a cuspideira não conseguiu resolver o problema e só começou a cair em desuso após a epidemia de gripe espanhola de 1918, quando muitas organizações médicas condenaram a peça em locais públicos. Essa queda também foi favorecida pela substituição do tabaco de mascar pelo cigarro e charutos.

## Evolução técnica
O próprio tipo dos materiais empregues no fabrico de escarradores foi evoluindo ao longo dos tempos. Originalmente, usavam-se recipientes improvisados, como malgas, boiões ou vasos, para expelir as secreções, em situações de doença.
Porém, esse tipo de recipientes não eram especificamente adequados para a finalidade de colectar escarro e, por conseguinte, não atendiam a quaisquer padrões de higiene. Consequentemente, passou-se a usar escarradores concebidos integralmente em metal ou cerâmica esmaltada.

## Atualidade
No Brasil, em menor escala que nos anos anteriores, a cuspideira ainda é usada por degustadores de vinhos. O Senado dos Estados Unidos ainda possui algumas peças espalhadas pelo ambiente, pois são consideradas uma tradição. Da mesma forma, cada juiz da Suprema Corte dos Estados Unidos tem uma escarradeira ao lado de sua cadeira no tribunal, que no entanto funcionam apenas como lixeiras; a última vez que uma escarradeira foi usada para seus fins habituais foi no início do século XX.